# Abraxas marginata
Abraxas marginata är en fjärilsart som beskrevs av Moore 1878. Abraxas marginata ingår i släktet Abraxas och familjen mätare. Inga underarter finns listade i Catalogue of Life.

## Bildgalleri

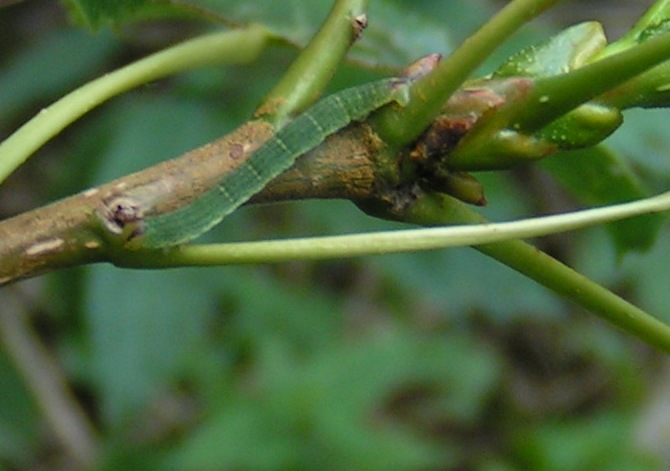